# Isla La Motte
Isle La Motte es una isla localizada en el lago Champlain y un pueblo ubicado en el condado de Grand Isle en el estado estadounidense de Vermont. En el año 2010 tenía una población de 471 habitantes y una densidad poblacional de 10,93 personas por km².

## Geografía
Isle La Motte se encuentra ubicado en las coordenadas 44°51′59″N 73°19′51″O / 44.86639, -73.33083.

## Demografía
Según la Oficina del Censo en 2000 los ingresos medios por hogar en la localidad eran de $36,125 y los ingresos medios por familia eran $41,094. Los hombres tenían unos ingresos medios de $28,542 frente a los $24,000 para las mujeres. La renta per cápita para la localidad era de $20,286. Alrededor del 9.4% de la población estaba por debajo del umbral de pobreza.